# Lake Bridgeport, Texas
Lake Bridgeport là một thành phố thuộc quận Wise, tiểu bang Texas, Hoa Kỳ. Năm 2010, dân số của xã này là 340 người.

## Dân số
- Dân số năm 2000: 372 người.
- Dân số năm 2010: 340 người.